# Superman (canción de Eminem)
«Superman» es una canción del rapero Eminem con Dina Rae, lanzado en 2002 como sencillo en los EE. UU., alcanzando el puesto #15 en el Billboard Hot 100. Fue lanzada el 2002 en su álbum The Eminem Show.
La canción es acerca de las relaciones inestables y la naturaleza promiscua de las mujeres que Eminem ha tenido en su vida y cómo piensa hacerle frente a ella. En su autobiografía de 2008 "The Way I Am", Eminem reveló que la canción es acerca de los rumores de su relación con la cantante Mariah Carey, hasta cierto punto. Después de esto, la cantante le dedicó varias frases al rapero en su sencillo "Obsessed", la cual causó el enojo del rapero mostrándose en la canción "The Warning" donde habla de su relación con ella. La canción se constituye de un coro suave con letras duras "...I'll slap you off that barstool.../...There goes another lawsuit..." (...Voy a tirarte de la silla de un golpe.../...Ahí va otra demanda...).

## Video musical
El video musical de la canción cuenta con la estrella porno Gina Lynn, y solo se puede encontrar en el DVD de 8 Mile y YouTube. También contiene una edición diferente de la versión del álbum.
Shannon Elizabeth fue la primera opción de Eminem para protagonizar el video, aunque esto nunca llegó a materializarse.

## Posicionamiento
| Listas (2003)                          | Mejor Posición |
| -------------------------------------- | -------------- |
| New Zealand RIANZ\|RIANZ Singles Chart | 42             |
| U.S. Billboard Hot 100                 | 15             |
| U.S. Billboard Hot R&B/Hip-Hop Songs   | 42             |
| U.S. Billboard Hot Rap Tracks          | 12             |

- Datos: Q1408606